# Những kẻ nổi loạn (phim 2001)
Những kẻ nổi loạn (tiếng Séc: Rebelové) là một bộ phim ca nhạc của Đài truyền hình Séc, trình chiếu lần đầu năm 2001.

## Ê-kíp

### Diễn viên
- Tereza.... Zuzana Norisová
- Šimon.... Jan Révai
- Julča.... Anna Veselá
- Bugyna.... Alžbeta Stanková
- Tereza's Dad.... Tomáš Hanák
- Olda.... Martin Kubačák
- Eman.... Ľuboš Kostelný
- Bob.... Jaromír Nosek
- Priest.... František Němec
- Alžběta.... Soňa Norisová
- Tuřín.... Ondřej Šípek
- Drmola.... Petr Burian
- Douša, Guard in Train.... Stanislav Štepka
- teacher Drtinová.... Helga Čočková
- Alžběta's husband.... Josef Carda
- Major.... Bronislav Poloczek
- Professor.... Jiřina Bohdalová
- Male Singer.... Marcel Švidrman
- Female Singer.... Kateřina Mátlová
- Owner of Shooting Range.... Radana Herrmanová
- Shoe Shopkeeper.... Jan Bursa
- Principal.... Oto Ševčík
- 1st Officer of SNB (State National Safety).... Jindřich Hrdý
- 2nd Officer of SNB.... Vít Pešina
- Frontier Guard.... Jan Svěrák
- Child.... Oskar Helcl
- Child.... Valerie Šámalová
- TV Editor.... Libuše Štědrá
- Soviet Soldier.... Miroslav bučkovský
- Trombonist.... Ladislav Beran

## Âm nhạc trong phim
- Měsíc
- Gina
- Pátá (Down Town)
- Jezdím bez nehod
- Jo, třešně zrály (Jailer, Bring Me the Water)
- Letíme na měsíc
- Š Š Š (Sugar Town)
- Včera neděle byla
- Oliver Twist
- Nej, Nej, Nej
- Mě se líbí Bob (My Boy Lollipop)
- Hvězda na vrbě
- Náhrobní kámen
- Já budu chodit po špičkách
- Stín katedrál
- San Francisco
- Řekni, kdy ty kytky jsou (Where Have All the Flowers Gone)